# Восточный волк
Восточный волк, или североамериканский лесной волк (лат. Canis lycaon) — хищное животное рода волков, обитающее на юго-востоке провинции Онтарио и юго-западе провинции Квебек (Канада). Классификация восточного волка неоднозначна: хотя в последние годы его выделяют в отдельный вид, часто его считают также подвидом серого волка (лат. Canis lupus lycaon) или рассматривают как гибрид серого и рыжего волка или серого волка и койота.

## Таксономия

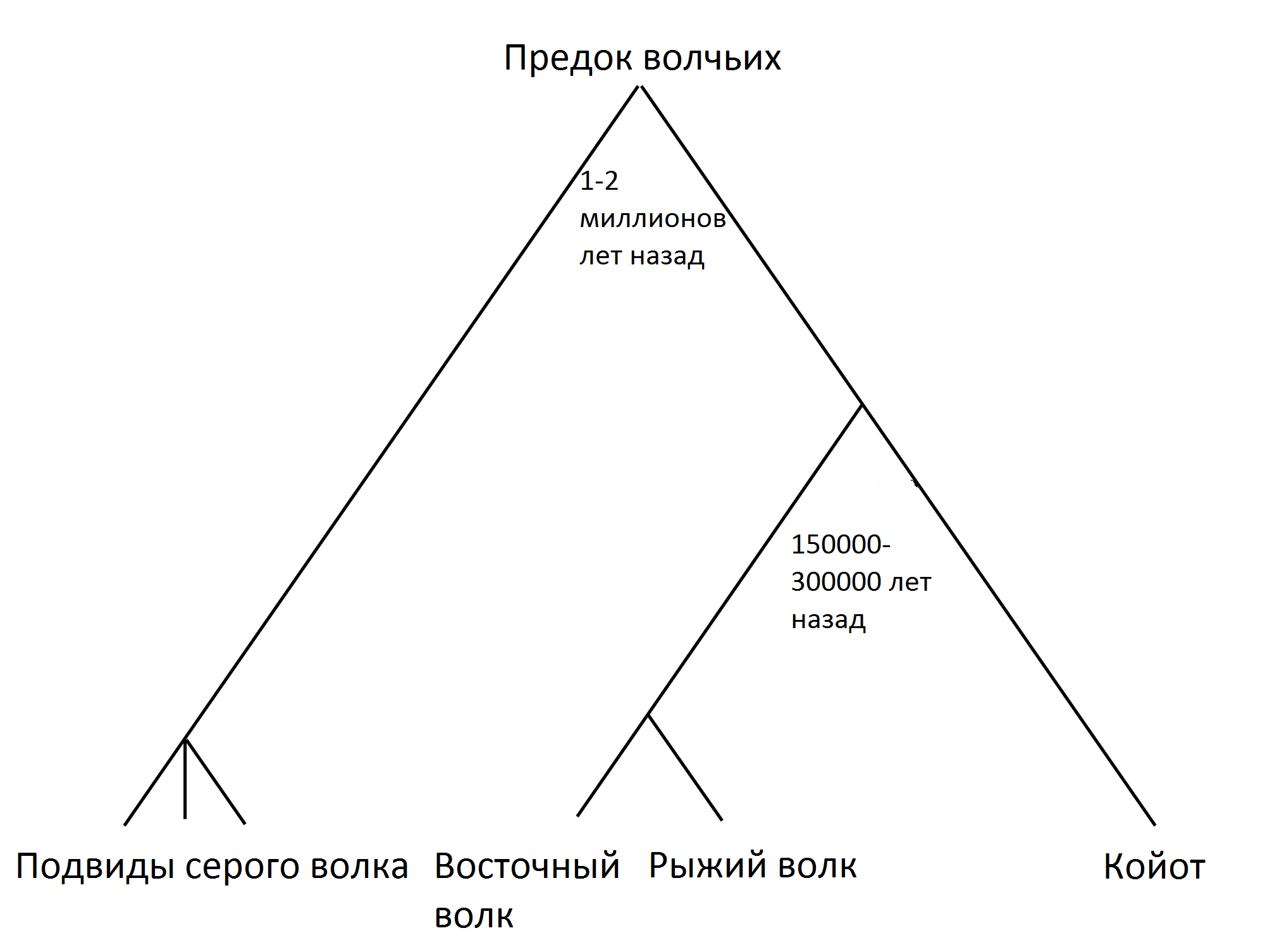
Эволюция волков

Когда в 1774 году восточный волк был впервые описан немецким зоологом Шребером, тот выделил его в самостоятельный вид волков — Canis lycaon. Эту же точку зрения разделяли некоторые из более поздних авторов, в частности, в первой половине XX века. В дальнейшем, однако, специфичные морфологические характеристики восточного волка заставили учёных рассматривать его как подвид серого волка — Canis lupus lycaon. В конце XX и начале XXI века вопрос о классификации восточного волка был поставлен снова после появления возможности генетических исследований, показавших значительное расхождение в генах между серым и восточным волком.
В 2012 году было опубликовано метаисследование, авторы которого пришли к выводу, что восточный волк является самостоятельным биологическим видом. До этого выдвигались теории, рассматривавшие восточного волка как отдельный вид или как подвид серого волка (возможно, возникший в результате послеплейстоценовой гибридизации серого и рыжего волка). Существуют также точка зрения, согласно которой он представляет собой гибрид серого волка и койота (койволк), и гипотеза, основанная на генетической близости, согласно которой рыжий волк — не более чем изолированная популяция восточного волка. Наблюдающаяся гибридизация между восточными волками и койотами в долгосрочной перспективе может угрожать видовой генетической целостности.

## Внешний вид и образ жизни

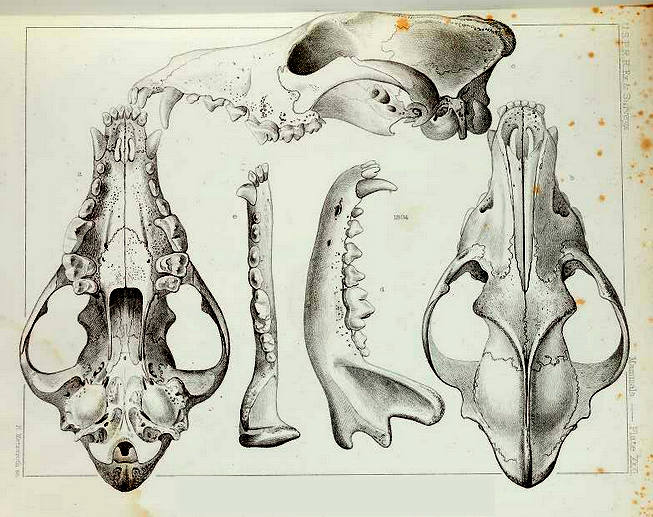
Череп восточного волка

Восточный волк — достаточно мелкий волк: в национальном парке Ла-Мориси (Квебек) средний рост самца в холке составляет 80 см, масса тела — 40 кг; для самок эти значения составляют 75 см и 30 кг; в природной резервации Джорджиан-Бей размеры восточных волков ещё меньше. Шкура светлого желтовато-коричневого цвета, с длинной чёрной шерстью по спине и бокам и красно-коричневой шерстью за ушами.
Восточный волк — стайное животное; в стаю входит от трёх до шести особей. У стаи есть свои охотничьи владения, охраняемые от вторжения соседних стай, средней площадью около 150 км² (максимальная площадь может доходить до 500 км²). Охотится на белохвостых оленей, лосей и бобров, а в северной части ареала также на карибу. Естественные враги представлены людьми, медведями и другими волками.
Вожак и альфа-самка стаи формируют пару в феврале. Через 63 дня после этого в специально вырытом логове выводятся волчата (от четырёх до семи в выводке), которые сосут волчицу от шести до восьми недель, а после этого подкармливаются другими членами стаи.

## Ареал

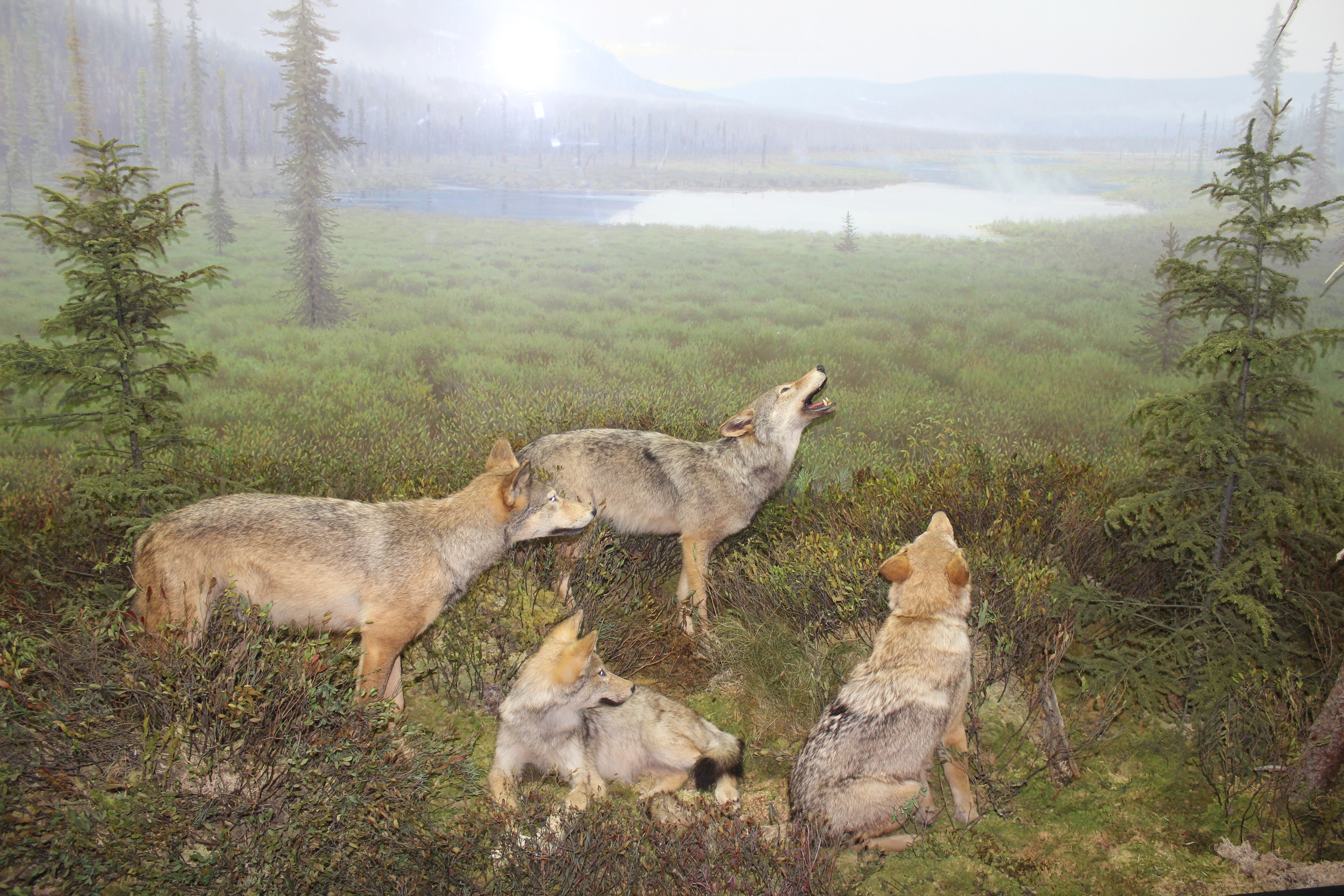
Стая восточных волков (таксидермия, Алгонкинский провинциальный парк)

До прихода в Америку европейских поселенцев восточный волк сосуществовал в ней с койотом и основной формой серого волка. Его ареал включал зону листопадных лесов восточней Миссисипи от побережья Мексиканского залива до юга современной провинции Онтарио. Он совпадал также с ареалом белохвостого оленя — излюбленной добычи восточного волка. Приход и распространение европейцев означал истребление крупных хищников, в том числе волков, на востоке США (к 1900 году) и Канады (где серый волк был истреблён также к 1900 году). Исчезновение серого волка позволило восточному волку распространить свой ареал к северу, вслед за белохвостым оленем, также отступавшим перед людьми в этом направлении.
Излюбленная среда обитания восточного волка — большие массивы лиственного, хвойного или смешанного леса. Только при их наличии он в состоянии выжить. В Канаде в 2001 году восточный волк объявлен угрожаемым подвидом и охраняется законом в границах национального парка Ла-Мориси.